# Honda S360
El Honda S360 era un coche deportivo con un motor de 360 cc fabricado por Honda. Fue uno de los primeros automóviles creados por la empresa conocida por su motocicletas. El S360 se dio a conocer el 5 de junio de 1962, durante la "11th Nation Honda Meeting General Assembly" celebrada en el Circuito de Suzuka, pero nunca fue puesto en producción.

## Historia
En mayo de 1955, el Ministerio de Comercio Internacional e Industria (MITI) anunció un programa promocional llamado el "People's Car" (o coche del pueblo). Se describió como "un automóvil de cuatro plazas con una velocidad máxima de 100 Km/h, con un precio de 150.000¥". Con este anuncio se establece inmediatamente el objetivo de las compañías para la producción de los vehículos de los próximos años. Varios modelos de pasajeros mini debutaron en respuesta a la propuesta del MITI, entre ellos el  Suzuki Suzulight en octubre de 1955 y el Subaru 360 de marzo de 1958.
Honda contrató a cerca de 50 ingenieros entre 1957 y 1958 y creó un nuevo centro de investigación para la preparación y el desarrollo de su primer automóvil. Los consumidores esperaban que Honda comenzará la producción de automóviles, sin embargo, Soichiro Honda se mantuvo un tanto cauteloso sobre el asunto. En el número de diciembre de 1959 de la Empresa Boletín Honda (Vol. 50), Honda dijo "No hay que precipitarse en la producción de automóviles. Hasta que llevamos a cabo una investigación a fondo y estamos absolutamente seguros de que todos los requisitos se ha cumplido, incluyendo el rendimiento de nuestros automóviles y plantas de producción". Durante el próximo par de años, Honda construiría varios prototipos de automóvil.
En la "11th Nation Honda Meeting General Assembly" que se celebró el 5 de junio de 1962 en Suzuka, Honda mostró productos y llevó a cabo pruebas de conducción durante el evento. El nuevo Honda S360, finalmente salió a la pista con Soichiro Honda al volante y Yoshio Nakamura, director del proyecto de desarrollo, en el asiento del pasajero. La entrada del S360 impresionó a los representantes de los concesionarios oficiales de Honda que habían sugerido fuertemente que Honda fabricase automóviles, así que tenían productos que podrían vender en los meses de invierno, cuando las ventas de motocicletas disminuyesen. El 25 de octubre de 1962, en el noveno Tokio Motor Show, Honda mostró 3 nuevos modelos de automóviles, el S500, el S360 y el mini-camión T360.
A pesar de una recepción muy favorable, tanto en la Reunión en Suzuka como en el Tokyo Motor Show, el S360 nunca llegó al mercado porque el S500 era un coche mucho más comercial a nivel global.